# FM 우리가곡
《FM 우리가곡》은 KBS 1FM에서 방송되었던 새로운 우리가곡을 주간단위로 매일 같은 시간에 반복하는 방송 프로그램이다.
2011년 1월 KBS 개편으로 인해 2010년 12월 31일 방송을 끝으로 폐지되었다.

## 진행자
- 배창복 아나운서 (남)

## 역대 진행자
- 오태훈 아나운서 (남)